# Kampiti
Kampiti est une localité située dans le département de Dori de la province du Séno dans région Sahel au Burkina Faso.

## Géographie
La commune est traversée par la route nationale 23.